# Tadeusz Sierżant
Tadeusz Sierżant (ur. 10 lipca 1946 w Kosieczynie) – polski polityk, nauczyciel i rolnik, poseł na Sejm X kadencji (1989–1991).

## Życiorys
Ukończył w 1972 studia na Politechnice Poznańskiej, uzyskał następnie stopień naukowy doktora nauk technicznych. Prowadził indywidualne gospodarstwo rolne. Do czasu przejścia na emeryturę pracował jako nauczyciel, był też dyrektorem liceum ogólnokształcącego dla dorosłych w Zbąszynku.
Należał do Niezależnego Samorządnego Związku Zawodowego „Solidarność”, w latach 1989–1991 sprawował mandat posła na Sejm X kadencji z okręgu żarskiego z ramienia Komitetu Obywatelskiego. Należał do Obywatelskiego Klubu Parlamentarnego, pełnił również funkcję zastępcy przewodniczącego Komisji Rolnictwa i Gospodarki Żywnościowej. Od 1998 do 2006 zasiadał w radzie powiatu świebodzińskiego z ramienia Akcji Wyborczej Solidarność i lokalnego komitetu. Wchodził też w skład zarządu powiatu. W 2006 i 2010 nie był ponownie wybierany.
W 2001 otrzymał Srebrny Krzyż Zasługi.